# 2-噻吩亚甲基丙二腈
2-噻吩亚甲基丙二腈是一种有机化合物，化学式为C8H4N2S。它可由噻吩-2-甲醛和丙二腈在水中反应制得。

## 反应
2-噻吩亚甲基丙二腈可以被汉奇酯还原为2-噻吩甲基丙二腈。
它和亚磷酸二乙酯反应在纳米氧化锌催化下反应，可以得到P-[2,2-二氰基-1-(2-噻吩基)乙基]膦酸二乙酯。